# فورت ميل (كارولاينا الجنوبية)
فورت ميل (بالإنجليزية: Fort Mill, South Carolina)‏ هي بلدة أمريكية تقع في الولايات المتحدة في مقاطعة يورك (كارولاينا الجنوبية). يقدر عدد سكانها بـ 10,811 نسمة ومساحتها 12.0 كم2 و وترتفع عن سطح البحر 193 متر.

## التركيبة السكانية
حدّد مكتب تعداد الولايات المتحدة بيانات التركيبة السكانية لفورت ميل في تعداد الولايات المتحدة. في ما يلي، التركيبة السكانية حسب تعدادي 2000 و2010.

### تعداد عام 2000
بلغ عدد سكان فورت ميل 7,587 نسمة بحسب تعداد عام 2000، وبلغ عدد الأسر 2,914 أسرة وعدد العائلات 2,142 عائلة مقيمة في البلدة. في حين سجلت الكثافة السكانية 147.2 نسمة لكل كيلومتر مربع (381.2/ميل2). وبلغ عدد الوحدات السكنية 3,063 وحدة بمتوسط كثافة قدره 59.4 لكل كيلومتر مربع (153.8/ميل2).
وتوزع التركيب العرقي للبلدة بنسبة 81.69% من البيض و15.99% من الأمريكيين الأفارقة و0.20% من الأمريكيين الأصليين و0.49% من الأمريكيين ذوي الأصول الآسيوية و0.70% من الأعراق الأخرى و0.94% من عرقين مختلطين أو أكثر و1.30% من الهسبانيون أو اللاتينيون من أي عرق.
بلغ عدد الأسر 2,914 أسرة كانت نسبة 44.5% منها لديها أطفال تحت سن الثامنة عشر تعيش معهم، وبلغت نسبة الأزواج القاطنين مع بعضهم البعض 53.3% من أصل المجموع الكلي للأسر، ونسبة 17.7% من الأسر كان لديها معيلات من الإناث دون وجود شريك،  بينما كانت نسبة 2.5% من الأسر لديها معيلون من الذكور دون وجود شريكة وكانت نسبة 26.5% من غير العائلات. تألفت نسبة 23.6% من أصل جميع الأسر من عدة أفراد يعيشون في نفس المنزل ونسبة 9.1% كانت تتألف من شخص يعيش بمفرده يبلغ من العمر 65 عاماً أو أكثر. وبلغ متوسط حجم الأسرة المعيشية 2.60، أما متوسط حجم العائلات فبلغ 3.09.
بلغ العمر الوسطي للسكان 34.3 عاماً. وكانت نسبة 31.1% من القاطنين تحت سن الثامنة عشر، وكانت نسبة 6.1% بين الثامنة عشر والرابعة والعشرين عاماً، ونسبة 32.4% كانت واقعةً في الفئة العمرية ما بين الخامسة والعشرين والرابعة والأربعين عاماً، ونسبة 20% كانت ما بين الخامسة والأربعين والرابعة والستين، ونسبة 10.4% كانت ضمن فئة الخامسة والستين عاماً فما فوق. يوجد لكل 100 أنثى 86.7 ذكر، ويوجد لكل 100 أنثى في الثامنة عشر من عمرها فما فوق 79.0 ذكر.
بلغ متوسط دخل الأسرة في البلدة 44,627 دولارًا، أما متوسط دخل العائلة فبلغ 56,538 دولارًا. وكان متوسط دخل الذكور 42,469 دولارًا مقابل 27,253 دولارًا للإناث. وسجل دخل الفرد الخاص بالبلدة 20,519 دولارًا. وكانت نسبة 8.1% من العائلات ونسبة 10.1% من السكان تحت خط الفقر، وكان من هؤلاء نسبة 12.7% تحت سن الثامنة عشر ونسبة 11.7% في الخامسة والستين من العمر وما فوق.

### تعداد عام 2010
بلغ عدد سكان فورت ميل 10,811 نسمة بحسب تعداد عام 2010، وبلغ عدد الأسر 4,198 أسرة وعدد العائلات 2,980 عائلة مقيمة في البلدة. في حين سجلت الكثافة السكانية 209.7 نسمة لكل كيلومتر مربع (543.1/ميل2). وبلغ عدد الوحدات السكنية 4,479 وحدة بمتوسط كثافة قدره 86.9 لكل كيلومتر مربع (225.1/ميل2).
وتوزع التركيب العرقي للبلدة بنسبة 77.63% من البيض و17.58% من الأمريكيين الأفارقة و0.37% من الأمريكيين الأصليين و1.26% من الأمريكيين ذوي الأصول الآسيوية و0.01% من سكان جزر المحيط الهادئ و1.08% من الأعراق الأخرى و2.06% من عرقين مختلطين أو أكثر و2.90% من الهسبانيون أو اللاتينيون من أي عرق.
بلغ عدد الأسر 4,198 أسرة كانت نسبة 42.7% منها لديها أطفال تحت سن الثامنة عشر تعيش معهم، وبلغت نسبة الأزواج القاطنين مع بعضهم البعض 50% من أصل المجموع الكلي للأسر، ونسبة 17.9% من الأسر كان لديها معيلات من الإناث دون وجود شريك،  بينما كانت نسبة 3.1% من الأسر لديها معيلون من الذكور دون وجود شريكة وكانت نسبة 29% من غير العائلات. تألفت نسبة 25.3% من أصل جميع الأسر من عدة أفراد يعيشون في نفس المنزل ونسبة 8.1% كانت تتألف من شخص يعيش بمفرده يبلغ من العمر 65 عاماً أو أكثر. وبلغ متوسط حجم الأسرة المعيشية 2.58، أما متوسط حجم العائلات فبلغ 3.09.
بلغ العمر الوسطي للسكان 36.3 عاماً. وكانت نسبة 29.8% من القاطنين تحت سن الثامنة عشر، وكانت نسبة 6.7% بين الثامنة عشر والرابعة والعشرين عاماً، ونسبة 28.1% كانت واقعةً في الفئة العمرية ما بين الخامسة والعشرين والرابعة والأربعين عاماً، ونسبة 25.5% كانت ما بين الخامسة والأربعين والرابعة والستين، ونسبة 10% كانت ضمن فئة الخامسة والستين عاماً فما فوق. وتوزع التركيب الجنسي للسكان بنسبة 46.7% ذكور و53.3% إناث.

## أعلام
- توماس إل. هال
- إرنست ديكسون
- جايسون فورست
- فانس ووكر
- جيمس إي. وليامز